# René Rougeau
René Anthony Rougeau (Sacramento, 25 marzo 1986) è un cestista statunitense.

## Palmarès

### Squadra
- Campionato finlandese: 4

Kauhajoen Karhu: 2017-2018, 2018-2019, 2021-2022
Helsinki Seagulls: 2022-2023
- Coppa di Finlandia: 1

Helsinki Seagulls: 2024

### Individuale
- Korisliiga MVP straniero: 1

Kauhajoen Karhu: 2018-2019